# Alberto Székely
Alberto Székely Sánchez (* 18. Januar 1946 in Mexiko-Stadt) ist ein mexikanischer Jurist und war von 1970 bis 1991 Professor für Völkerrecht an der University of Mexico.
Nach dem Studium der Rechtswissenschaften an der Universidad Nacional Autónoma de México, das Székely 1968 abschloss, erwarb er den Master of Arts und den Master of Law and Diplomacy an der Fletcher School of Law and Diplomacy und der Harvard University. Nach seiner Rückkehr wurde er 1970 zum Professor für Völkerrecht an der University of Mexico berufen. Während seiner Lehrtätigkeit nahm er Gastprofessuren unter anderem an der Arizona State University und der Johns Hopkins University wahr und beriet von 1976 bis 1979 das mexikanische Außenministerium in völkerrechtlichen Fragen. Seit 1986 ist Székely zudem Richter am Ständigen Schiedshof in Den Haag, wo er sich seit 2001 auf umweltrechtliche Fragen spezialisiert hat. Zudem ist er seit 1991 als Anwalt tätig. Im Jahr 2001 wurde er von Irland im MOX Plant Fall (Irland gegen Großbritannien) als Ad-hoc-Richter am Internationalen Seegerichtshof benannt. Im Rechtsstreit zwischen den Niederlanden und Russland über die Vorkommnisse auf der Arctic Sunrise vor einem Schiedsgericht im Rahmen des Seerechtsübereinkommens wurde Székely im Januar 2014 zum Schiedsrichter bestellt.

## Publikationen (Auswahl)
- Latin America and the development of the law of the sea : regional documents and national legislation. Oceana Publ., Dobbs Ferry 1976, ISBN 0-379-10180-7.
- Bibliography on Latin America and the law of the sea Law of the Sea Institute, Kingston 1976.
- Instrumentos fundamentales de derecho internacional público: estudio introductorio. UNAM, Mexiko-Stadt 1989–90, ISBN 968-36-1036-6.